# Racing Bart Mampaey
Racing Bart Mampaey (dawniej: Juma Racing) – belgijski zespół wyścigowy założony w 1974 roku przez Juliena Mampaeya. Obecnie ekipa reprezentuje BMW w Deutsche Tourenwagen Masters. W przeszłości zespół pojawiał się także w stawce World Touring Car Championship, European Touring Car Championship oraz Spa 24 Hours. Baza zespołu znajduje się w Mechelen.

## Sukcesy zespołu
- European Touring Car Championship

2004 - BMW 320i (Andy Priaulx)
- World Touring Car Championship

2005 - BMW 320i (Andy Priaulx)
2006 - BMW 320i (Andy Priaulx)
2007 - BMW 320i (Andy Priaulx)